# The Grenma
A The Grenma egy budapesti punk-rock zenekar, melynek tagjai Botlik Mátyás (dob, ütőhangszerek), Szalay Csongor (ének, gitár) és Arany Dóra (basszusgitár). Botlik és Szalay 14 éves korukban kezdtek el zenélni. Botlik kezdett dobot tanulni, mert egyedül ő lakott kertes házban. Arany csak később csatlakozott hozzájuk egy hirdetésre jelentkezvén.
A zenekar eddig három nagylemezt és két EP-t jelentetett meg, az Annyira... című lemezükön kívül mindegyik ingyenesen letölthető a zenekar honlapjáról.
A név eredete: Botlik a gimnáziumban kezdett el angolt tanulni, és a kedvenc szava a grandmother volt. Sokáig próbálták így, eredeti alakban használni, de áttértek a fonetikus leírásra.

## Tagok
Szalay Csongor – 1985. július 16-án született Budapesten. Már óvodás korában elkezdett zongorázni és szinkronizálni. Két idősebb és egy fiatalabb lánytestvére van.
Arany Dóra – 1984. december 19-én született Budapesten. A Xántus János Idegenforgalmi Szakközépiskolában érettségizett le majd a Budapesti Gazdasági Főiskolán végzett angol kereskedelmi szakon. A legemlékezetesebb zenei élménye az volt mikor megkapta az első basszusgitárját. Kedvenc együttese a Nofx.
Botlik Mátyás – 1986. április 29-én született. Szentendrén él. Budapesti Műszaki Egyetemre jár gépészmérnök szakra. Ő a legfiatalabb a zenekarból. Két lánytestvére van. 2001 óta dobol.

## Diszkográfia

### Albumok

#### Demo (2006)
Kiadó: Hangya Produkció
- Néni
- Kisbogár
- Reggelizz, ne háborúzz!

#### Annyira... (2007)
Kiadó: FF Film&Music
- Rajtad múlik
- 2
- Mennyire szeretném
- Cirkusz
- Miért pont én?
- Kit érdekel?
- Néni
- Tudom
- Én szóltam
- Pont így

#### Talán nincsen minden rendben (2009)
Kiadó: szerzői kiadás
- Intro
- Nincsen minden rendben
- Ne húzd ki a gyufát!
- Kinek hiszel?
- Enyém az utolsó szó
- Hadd gratuláljak
- Csak állunk és nézünk
- Apokalipszis most
- Hiába sírsz
- Mit vársz?
- Senki más
- Ennyi volt
- Merre tart a világ?
- Vajon hallja valaki a hangom?

#### Megszűnt a jel (2010)
Kiadó: szerzői kiadás
- Megszűnt a jel
- Mindenki
- A felhők felett
- Pillangó-hatás
- Ahogy neked tetszik
- El se kezdd
- Olaj a tűzre
- Ma történik minden

#### Budapest softcore (2012)
Kiadó: Szerzői kiadás
- Igazán otthon
- Új hős
- Előre nézz
- Azt hiszem
- Kérdőjel
- Rajtunk áll
- Önmagad miatt
- Ahol a part szakad
- Épp elég
- Ideje élni
- Halhatatlanok

#### 11:11 (2013)
Kiadó: Szerzői kiadás
- Szakad a cérna
- Túl szép
- Itt belül
- Állj ki magadért

## Díjak
- 2009
  - Bravo Otto – Az év albuma (június 6.)

## Videóklipek
- Mennyire szeretném (2007)
- Enyém az utolsó szó (2008)
- Mindenki (2011)
- Új hős (2011)
- Rajtunk áll (2012)
- Ideje élni (2012)
- Igazán otthon (2013)
- Álljunk meg egy pillanatra (2022)

## Érdekességek
- A The Grenma együttest halljuk a 9 és fél randi című magyar filmben. A filmbeli zeneszám az Én szóltam, az Annyira... című albumról.
- A Ma történik minden című dalban ukulele hallható.